# Associazione dell'Orsa Maggiore
L'Associazione dell'Orsa Maggiore, nota anche come Cr 285, è la seconda associazione stellare più vicina alla Terra, dopo quella di AB Doradus; è formata da un insieme di stelle che possiedono una velocità comune nello spazio e dunque si pensa che possano aver avuto un'origine comune. Il suo centro è situato a circa 80 anni luce da noi. Questo gruppo è ricco di stelle luminose, incluse molte del famoso asterismo del Grande Carro.

## Scoperta e costituzione
Tutte le stelle dell'associazione sono all'incirca nella stessa posizione all'interno della Via Lattea e si muovono grosso modo nella stessa direzione e alla stessa velocità, contengono quasi le stesse proporzioni di metalli e, basandosi sulla teoria stellare, avrebbero tutte la stessa età. Questa evidenza suggerisce agli astronomi che le stelle nel gruppo abbiano un'origine comune.
Basandosi sull'età delle stelle componenti, si pensa che l'associazione dell'Orsa Maggiore sia stata in origine un ammasso aperto, formatosi da una nebulosa protostellare all'incirca 400 milioni di anni fa. Da allora, il gruppo si è sparso su una regione di circa 30 x 18 anni luce, il cui centro è attualmente a 80 anni luce da noi.
Quest'associazione è stata scoperta nel 1869 da Richard Anthony Proctor, che affermò che ad eccezione di Dubhe e di Alkaid, le stelle del Grande Carro hanno un moto proprio che si centra su un punto comune nella costellazione del Sagittario. Così il Grande Carro, a differenza di altri noti asterismi, è in effetti composto in gran parte da stelle in relazione fra loro.
Alcuni dei membri della corrente più brillante includono α Coronae Borealis, β Aurigae, δ Aquarii, γ Leporis e β Serpentis. Molte stelle più o meno luminose che si crede siano parte dell'associazione sono elencate sotto.

## Membri del gruppo
I criteri attuali per stabilire l'appartenenza o meno all'associazione sono basati sui movimenti delle stelle nello spazio. Questo moto può essere determinato dal moto proprio e dalla parallasse (o distanza), nonché dalla velocità radiale. Il satellite Hipparcos ha recentemente incrementato in maniera notevole la precisione della misura sia del moto proprio sia della parallasse stimate delle stelle luminose più vicine, ridefinendo lo studio di questo e di altre associazioni.
Basandosi sulle loro distanze (misurate da Hipparcos) e sulle loro magnitudini apparenti, la magnitudine assoluta può essere usata per stimare l'età delle stelle. Queste stelle nell'associazione sembrano avere un'età comune di poco più di 400 milioni di anni.

### Stelle centrali
Il centro dell'associazione consiste di 14 stelle, delle quali 13 sono entro i confini dell'Orsa Maggiore e l'altra nella vicina costellazione dei Cani da caccia.
Le seguenti stelle sono i membri dell'associazione più vicine al suo centro. Queste stelle sono tutte nell'Orsa Maggiore, tranne dove diversamente indicato.
| Nome proprio | Costellazione  | B | F  | HD     | HIP   | Mv   | Dist. (al) | Classe spettrale | Note                                  |
| ------------ | -------------- | - | -- | ------ | ----- | ---- | ---------- | ---------------- | ------------------------------------- |
| ε UMa        | Orsa Maggiore  | ε | 77 | 112185 | 62956 | 1.76 | 81         | A0p              | Alioth                                |
| ζ UMa A      | Orsa Maggiore  | ζ | 79 | 116656 | 65378 | 2.23 | 78         | A2V              | Mizar, Mizat, Mirza, Mitsar, Vasistha |
| β UMa        | Orsa Maggiore  | β | 48 | 95418  | 53910 | 2.34 | 79         | A1V              | Merak, Mirak                          |
| γ UMa        | Orsa Maggiore  | γ | 64 | 103287 | 58001 | 2.41 | 84         | A0V SB           | Phad, Phecda, Phegda, Phekha, Phacd   |
| δ UMa        | Orsa Maggiore  | δ | 69 | 106591 | 59774 | 3.32 | 81         | A3V              | Megrez, Kaffa                         |
| ζ UMa B      | Orsa Maggiore  | ζ | 79 | 116657 |       | 3.95 |            |                  | Mizar, Mizat, Mirza, Mitsar, Vasistha |
| 80 UMa       | Orsa Maggiore  | g | 80 | 116842 | 65477 | 3.99 | 81         | A5V SB           | Alcor, Saidak, Suha, Arundhati        |
| 78 UMa       | Orsa Maggiore  |   | 78 | 113139 | 63503 | 4.93 | 81         | F2V              |                                       |
| 37 UMa       | Orsa Maggiore  |   | 37 | 91480  | 51814 | 5.16 | 86         | F1V              |                                       |
| HD 115043    | Orsa Maggiore  |   |    | 115043 | 64532 | 6.82 | 84         | G1V              | Gliese 503.2                          |
| HD 109011    | Orsa Maggiore  |   |    | 109011 | 61100 | 8.10 | 77         | K2V              | NO UMa                                |
| HD 110463    | Orsa Maggiore  |   |    | 110463 | 61946 | 8.28 | 76         | K3V              | NP UMa                                |
| HD 109647    | Cani da caccia |   |    | 109647 | 61481 | 8.53 | 86         | K0               | DO CVn                                |

### Stelle di corrente
C'è anche una sorta di "corrente" di stelle che sono probabilmente membri dell'associazione, ampiamente disperse su una vasta porzione di cielo (da Cefeo fino al Triangolo Australe). Qui sono elencate solo le stelle che hanno la nomenclatura di Bayer o quella di Flamsteed.
| Nome proprio | Costellazione      | B  | F  | HD     | HIP    | Mv   | Dist. (al) | Classe spettrale | Note                                                                                    |
| ------------ | ------------------ | -- | -- | ------ | ------ | ---- | ---------- | ---------------- | --------------------------------------------------------------------------------------- |
| β Aur        | Auriga             | β  | 34 | 40183  | 28360  | 1.90 | 82         | A2V              | Menkalinan, Menkalina                                                                   |
| α CrB        | Corona Boreale     | α  | 5  | 139006 | 76267  | 2.22 | 75         | A0V              | Alphecca, Alphacca, Alphekka, Gemma, Gnosia, Gnosia Stella Coronae, Asteroth, Ashtaroth |
| δ Aqr        | Aquario            | δ  | 76 | 216627 | 113136 | 3.27 | 159        | A3V              | Skat, Scheat, Seat, Sheat                                                               |
| ζ Leo        | Leone              | ζ  | 36 | 89025  | 50335  | 3.43 | 260        | F0III            | Adhafera, Aldhafera, Aldhafara                                                          |
| γ Lep A      | Lepre              | γ  | 13 | 38393  | 27072  | 3.59 | 29         | F7V              |                                                                                         |
| β Ser        | Serpente           | β  | 28 | 141003 | 77233  | 3.65 | 153        | A3V              | Chow                                                                                    |
| ζ Boo A      | Boote              | ζ  | 30 | 129246 | 71795  | 3.78 | 180        | A3IVn            |                                                                                         |
| χ1 Ori       | Orione             | χ1 | 54 | 39587  | 27913  | 4.39 | 28         | G0V              |                                                                                         |
| ζ Boo B      | Boote              | ζ  | 30 | 129247 |        | 4.43 | 180        | A2III            |                                                                                         |
| 21 LMi       | Leone Minore       |    | 21 | 87696  | 49593  | 4.49 | 91         | A7V              |                                                                                         |
| χ Cet A      | Balena             | χ  | 53 | 11171  | 8497   | 4.66 | 77         | F3III            |                                                                                         |
| γ Mic        | Microscopio        | γ  | 39 | 199951 | 103738 | 4.67 | 223        | G8III            |                                                                                         |
| ζ Crt        | Cratere            | ζ  | 27 | 102070 | 57283  | 4.71 | 350        | G8III            |                                                                                         |
| ζ TrA        | Triangolo Australe | ζ  | 31 | 147584 | 80686  | 4.90 | 39         | F9V              |                                                                                         |
| 16 Lyr       | Lira               |    | 16 | 177196 | 93408  | 5.00 | 128        | A7V              |                                                                                         |
| 66 Tau       | Toro               | r  | 66 | 27820  | 20522  | 5.10 | 396        | A3V              |                                                                                         |
| 59 Dra       | Drago              |    | 59 | 180777 | 94083  | 5.11 | 89         | A9V              |                                                                                         |
| 89 Psc       | Pesci              | f  | 89 | 7804   | 6061   | 5.13 | 220        | A3V              |                                                                                         |
| HD 75605     | Bussola            |    |    | 75605  | 43352  | 5.19 | 229        | G8III            |                                                                                         |
| 18 Boo       | Boote              |    | 18 | 125451 | 69989  | 5.41 | 85         | F5IV             |                                                                                         |
| HD 109799    | Idra               |    |    | 109799 | 61621  | 5.41 | 113        | F0V              |                                                                                         |
| π1 UMa       | Orsa Maggiore      | π1 | 3  | 72905  | 42438  | 5.63 | 47         | G1.5Vb           | Muscida                                                                                 |
| HD 220096    | Scultore           |    |    | 220096 | 115312 | 5.65 | 329        | G5IV             |                                                                                         |
| 29 Com       | Chioma di Berenice |    | 29 | 111397 | 62541  | 5.71 | 402        | A1V              |                                                                                         |
| HD 18778     | Cefeo              |    |    | 18778  | 14844  | 5.92 | 202        | A7III-IV         |                                                                                         |
| HD 165185    | Sagittario         |    |    | 165185 | 88694  | 5.94 | 57         | G3V              | Gliese 702.1                                                                            |
| 6 Sex        | Sestante           |    | 6  | 85364  | 48341  | 6.01 | 200        | A8III            |                                                                                         |
| HD 171746    | Ercole             |    |    | 171746 | 91159  | 6.21 | 112        | G2Vv comp        |                                                                                         |
| HD 26932     | Toro               |    |    | 26932  |        | 6.23 | 69         | G0IV             |                                                                                         |
| HD 129798    | Drago              |    |    | 129798 | 71876  | 6.24 | 139        | F2V              | DL Dra                                                                                  |
| 41 Vir       | Vergine            |    | 41 | 112097 | 62933  | 6.25 | 199        | A7III            |                                                                                         |
| χ Cet B      | Balena             | χ  | 53 | 11131  | 8486   | 6.72 | 78         | G0               | EZ Cet                                                                                  |
| HD 71974 A   | Lince              |    |    | 71974  | 41820  | 7.51 | 94         | G5               |                                                                                         |
| HD 59747     | Lince              |    |    | 59747  | 36704  | 7.70 | 64         | G5               | DX Lyn                                                                                  |
| HD 28495     | Giraffa            |    |    | 28495  | 21276  | 7.76 | 90         | G0               | MS Cam                                                                                  |
| HD 173950    | Lira               |    |    | 173950 | 92122  | 8.08 | 121        | G5               | V595 Lyr                                                                                |
| HIP 66459    | Cani da caccia     |    |    |        | 66459  | 9.06 | 36         | K5               | Gliese 519                                                                              |
| HD 71974 B   | Lince              |    |    | 71974  | 41820  | 9.09 | 94         |                  |                                                                                         |
| HD 95650     | Leone              |    |    | 95650  | 53985  | 9.68 | 38         | M0               | DS Leo, Gliese 410                                                                      |
| HD 238224    | Orsa Maggiore      |    |    | 238224 | 65327  | 9.72 | 82         | K5               | Gliese 509.1                                                                            |
| HD 13959     | Balena             |    |    | 13959  | 10552  | 9.76 | 124        | K2               | Gliese 91.1                                                                             |
| HD 156498    | Ofiuco             |    |    | 156498 | 84595  | 9.98 | 271        |                  | V2369 Oph                                                                               |

### Non-membri inizialmente creduti tali
La vicina e brillante stella Sirio è stata a lungo considerata come membro del gruppo, ma potrebbe non esserlo, secondo le ricerche condotte nel 2003 da Jeremy King e altri alla Clemson University. Le ricerche sembrano indicare che la stella sia troppo giovane per essere un membro di questa associazione.
Il nostro Sistema Solare è alla periferia di questa corrente, ma non ne è membro, essendo, al contrario, ben dieci volte più vecchio. Il nostro Sole semplicemente le si è avvicinato durante la sua orbita nella Via Lattea e fino a 40 milioni di anni fa era assolutamente lontano da queste stelle.